# Sea Dart
Sea Dart (GWS 30) – brytyjski rakietowy pocisk obrony przestrzeni powietrznej klasy woda–powietrze trzeciej generacji, zdolny do przechwytywania statków powietrznych w zakresie pułapu wysokiego do ekstremalnie niskiego. Sea Dart zdolny jest do zwalczania wystrzeliwanych z wody lub powietrza pocisków przeciwokrętowych, dysponuje także możliwością zwalczania celów nawodnych, co czyni go systemem o potrójnym zastosowaniu.

## Opis

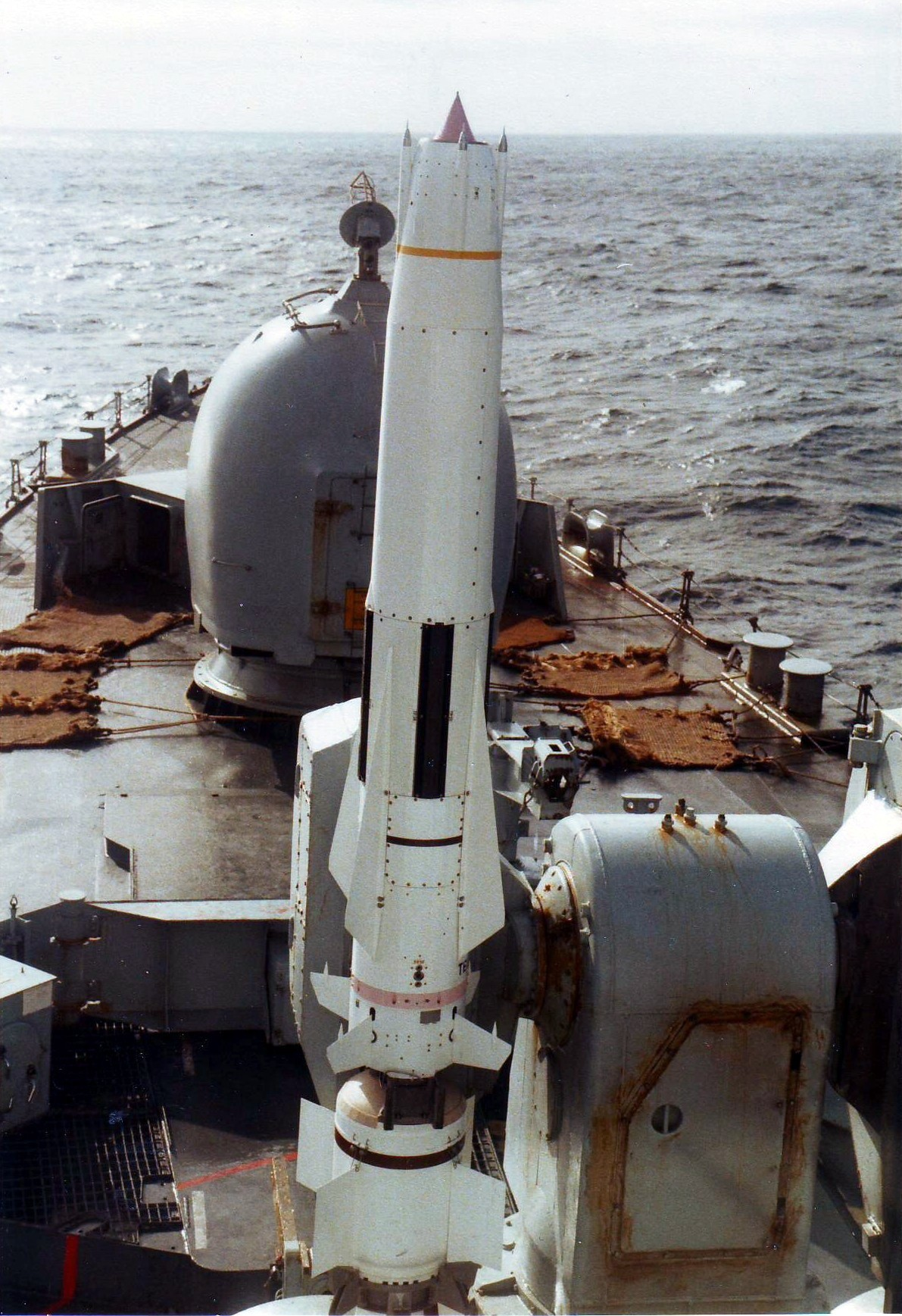
Pocisk Sea Dart na wyrzutni niszczyciela HMS "Cardiff"

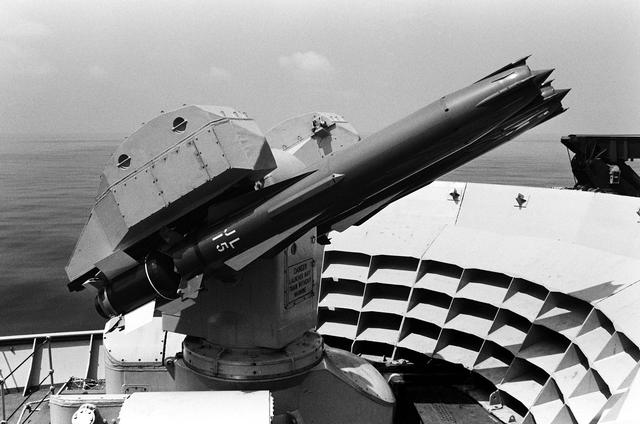
Wyrzutnia Sea Dart na lotniskowcu HMS "Invincible"

System Sea Dart zaczął być rozwijany w sierpniu 1962 roku. Pierwsze testy odpaleń rozpoczęły się w roku 1965, zaś pierwszy kontrakt produkcyjny zawarto w listopadzie 1967 roku. Pierwszym okrętem, który wszedł do służby z tym systemem, był pojedynczy niszczyciel rakietowy HMS „Bristol” typu 82, w 1973 roku.
Pocisk jest cylindrem zabudowanym wokół zespołów napędowych, zwłaszcza odrzutowego silnika strumieniowego (ramjet) Rolls-Royce Odin. System naprowadzania (Marconi Defence Systems), zbliżeniowa głowica odłamkowa (Thorn EMI) i system kontroli (BAe Bracknell) oraz zbiornik paliwa są owinięte wokół centralnego tunelu strumienia wlotowego silnika, w przestrzeni pomiędzy nim a zewnętrzną powłoką pocisku, którego wiodącym producentem jest British Aerospace.
Pocisk naprowadzany jest półaktywnie radarowo, po uprzednim oświetleniu celu okrętowym radarem kierowania ogniem typu 909. Rozdzielczość obu systemów pozwala na wykrycie minimalnych nawet zmian w ruchu celu, co w połączeniu z bardzo krótkim czasem reakcji, pozwala na skuteczne działanie nawet na najkrótszych dystansach i najniższych wysokościach. 22 pociski systemu umieszczone są pionowo w okrężnym magazynie pod pokładem okrętu, skąd bezpośrednio wprowadzane są do dwuprowadnicowej wyrzutni. Radar okrętowy oznacza cel na potrzeby pocisku trzema koordynatami, śledzi go i przekazuje niezbędne dane do pocisku. Po starcie tego ostatniego, pocisk rozpędzany jest rakietowym silnikiem na paliwo stałe, po czym silnik strumieniowy podtrzymuje uzyskaną prędkość.
Pocisk ma zasięg do 65 km (40,4 Mm) i może zwalczać cele na wysokościach od 30 do 18 290 m (100 do 60 000 stóp). Może także zwalczać cele morskie w odległości do 25-30 km. Pocisk osiąga prędkość powyżej Ma 3.
W 1986 roku, w ramach wartego 100 mln funtów programu, Sea Dart otrzymał unowocześnioną zbliżeniową głowicę odłamkową, która zastąpiła dotychczasową głowice prętową. Pokładowe radary wskazywania celów 992Q zostały natomiast zastąpione trójwspółrzędnymi radarami typu 996, co przyspieszyło wyliczanie danych do strzelania.
W połowie 1982 roku BAe zaproponował, oparty na Sea Dart, nowy pocisk dalekiego zasięgu typu ziemia-powietrzne, noszący nazwę Guardian.

## Zastosowanie
Pociski Sea Dart znajdowały się tylko na uzbrojeniu niszczycieli Royal Navy typu 42 (Sheffield) oraz HMS „Bristol” typu 82, a także lotniskowców typu Invicible (do 1999 roku). Uzbrojone w nie były także dwa niszczyciele argentyńskiej odmiany typu 42 (Hercules).
System był stosowany bojowo podczas wojny o Falklandy w 1982 roku. Najskuteczniejszy niszczyciel HMS „Exeter” zestrzelił za jego pomocą cztery samoloty argentyńskie (dwa A-4C Skyhawk 30 maja, rozpoznawczy Learjet 35A 6 czerwca i bombowiec Canberra B Mk 62 13 czerwca). Przy tym, zestrzelenia samolotów A-4 miały miejsce poniżej oficjalnie uznawanej minimalnej wysokości przechwycenia, a pozostałe na wysokościach 12 tysięcy metrów. Oficjalnie rakietom Sea Dart Brytyjczycy przyznali 8 zestrzeleń, lecz oprócz zestrzelenia śmigłowca Aérospatiale Puma 9 maja przez niszczyciel HMS „Coventry”, brak jest dowodów na inne.
Podczas wojny w Zatoce Perskiej, niszczyciel „Gloucester” zestrzelił 25 lutego 1991 pociskiem Sea Dart pocisk przeciwokrętowy Silkworm (chińską wersję radzieckiego P-15), wystrzelony w kierunku pancernika USS „Missouri”.

## Lightweight Sea Dart
W 1978 roku pod nazwą Lightweight Sea Dart British Aerospace zaczęła oferować lekką wersje Sea Dart, przeznaczoną dla okrętów o wyporności nie przekraczającej 300 ton. W miejsce wyrzutni i magazynu pocisków, lekki system składa się ze stałych wyrzutni na pokładzie mieszczących dwa do czterech pocisków.